# حسين فوزي (عسكري)
حسين فوزي حسن فوزي العنزي، (1889-) الفريق الركن. رئيس أركان الجيش العراقي (22 آب 1937- 20 شباط 1940)

## سيرته
ولد في بغداد 17 كانون الثاني يناير سنة 1889 لأسرة من الموصل، وبعد أن أكمل دراسته الاولية دخل المدرسة الرشدية العسكرية والاعدادية العسكرية في بغداد، ثم التحق في سنة 1906 بالمدرسة الحربية في الاستانة في قسم مدفعية الصحراء، وبعد 3 سنوات نجح بتفوق وحاز رتبة ملازم ثان سنة 1909، وتعين في لواء المدفعية الخامس في (ادرنا)، وفي السنة نفسها استخدمت الحكومة العثمانية بعثة ألمانية عسكرية مؤلفة من 3 ضباط انتخبهم الجنرال (فوندر غولك) لتدريب المشاة والمدفعية فاستفاد منهم الملازم حسين فوزي استفادة عظيمة وتدرب عمليا ونظريا على ايديهم. ولما قدم بغداد بإجازة رآه ناظم باشا والي العراق في ذلك الحين، فرغب في نقله إلى وحدات المدفعية في بغداد واشترك في الحملات التأديبية لإخضاع الثائرين بقيادة صبري باشا العزاوي، فتسنى له درس احوال المناطق التي اعلنت العصيان وتعرف إلى شيوخها وعشائرها، وكان قائما خلال هذه الحملات بالاستحضار للدخول في مدرسة الاركان في الاستانة إضافة إلى واجباته العسكرية المعتادة، ونجح في خريف سنة 1910 في امتحان الدخول، وبينما كان متوجها نحو الاستانة للدخول في مدرسة الاركان نشبت الحرب البلقانية فعيّن في (الاي مدفعية الصحراء السادس) فقاد البطرية الخامسة في قتال خط (جتالجة) حتى انتهاء حرب البلقان حيث ترفع سنة 1911 إلى رتبة اعلى والتحق بمدرسة الاركان حتى ابتداء الحرب العالمية.
ولدى اعلان النفير عين ملحقا لهيئة اركان (خط جتالجة) ثم ملحقا في مضيق البسفور، فاشتغل في تنظيم دفاع ساحل البحر الأسود سنة 1916، وذهب في هذه السنة إلى برلين للاشتراك في دورة المدفعية، وعند رجوعه تعين في مستودعات التدريب في الاستانة، وفي سنة 1917 جاء مع قطعات التقوية إلى بغداد، وبقي في العراق حتى انتهاء الحرب العالمية، حيث ترفـّع إلى رتبة رئيس.
وفي الاحتلال البريطاني عُين مهندسا في مديرية الري واشتغل في المنطقة الكائنة بين الحلة والديوانية ما ساعده على درس احوال عشائر هذه المنطقة دراسة دقيقة، واستقال من الوظيفة على اثر تشكيل الحكومة العراقية سنة 1921، واشتغل في الاشغال الحرة مهندسا، ولكن في عام 1923 جرى تعينه معاونا لمديرية الشرطة العامة، وفي السنة نفسها نقل إلى دائرة الحركات في الجيش العراقي الذي كان في بدء تشكيله، وارسل إلى انكلترا، فالتحق فيها بوحدات مدفعية ثم بقوات ألوية المشاة وخدمات مواصلات الجيش البريطاني، وفي نهاية 1924 رجع إلى العراق، وقد اكتسب خبرة بالامور العسكرية، ونسب إلى دائرة الحركات، كما اشترك في سنة 1925 في قيادة القوة المرابطة في السليمانية لإخماد بعض العشائر الثائرة، وعندما تألف مقر المدفعية في الجيش العراقي عين آمرا للمدفعية، فبقي في هذا المنصب فترة طويلة قضاها في تنظيم المدفعية، ورفع مستواها، وفي 1928 ذهب إلى بلفون في الهند للاشتراك في دورة التعبئة لآمري الوحدات، وحين رجوعه استأنف عمله آمرا للمدفعية حتى سنة 1933، حيث عُين آمرا لمدرسة الاركان مدة سنتين قضاها بالتدريس وزيادة المعرفة، وترفـّع خلالها إلى رتبة زعيم، ثم نقل إلى منطقة آمرية الموصل، وحينما حدثت ثورة عشائر الفرات انيطت به قيادة رتل الناصرية، فقضى على هذه الثورات، ورفـّع إلى رتبة أمير لواء سنة 1936، ثم عاد لآمرية منطقة الموصل، وقد استطاع اخماد ثورة اليزيدية في جبل سنجار بمهارة دعت إلى الإعجاب.
وبعد انقلاب بكر صدقي على وزارة الزعيم الوطني المرحوم ياسين الهاشمي عُين قائدا للفرقة الأولى، وقد سافر مع الفريق بكر صدقي لحضور مناورات الجيش التركي، ولما اغتيل بكر صدقي على يد القوى الوطنية والقومية استأنف السفر وحضر المناورات التركية التي اقيمت في (جتالجا)، وعند عودته عين رئيسا لأركان الجيش العراقي.
يجيد اللغة التركية والإنكليزية، وملم جيداً باللغتين الألمانية والفرنسية، وحصل على انواط شجاعة ووسام الرافدين من الدرجة الثالثة من النوع العسكري، إضافة إلى اوسمة عديدة في عهد الاتراك.

## خلال حركة مايس
كانت سياسة نوري السعيد المعلنة في الانحياز إلى جانب بريطانيا، وكذلك مع الدول العربية المجاورة واتباع سياسة ودية مخلصة مع تركيا وإيران العضوين في ميثاق سعد آباد الموقع سنة 1937 وأثارت سياسة نوري السعيد هذه انتقادات العرب، فضلاً عن ذلك عندما اندلعت الحرب العالمية الثانية بادر نوري السعيد إلى قطع علاقات العراق الدبلوماسية مع ألمانيا من دون أن يتشاور مع أقرانه، أو مع الضباط السبعة (الفريق الركن حسين فوزي ، واللواء الركن أمين العمري، والعقداء صلاح الدين الصباغ، وكامل شبيب، ومحمود سليمان، وفهمي سعيد، وعزيز ياملكي) وقد جاءت هذه المبادرة حتى قبل أن تبادر دولتان من دول رابطة الكومنويلث البريطانية (كندا وجنوب أفريقيا) إلى قطع هذه العلاقة مع ألمانيا، كما قام نوري السعيد باطلاع السفير البريطاني حول نيته اعلان الحرب على ألمانيا، إذ كان يعتقد بأن هذهِ الخطوة تحتمها الالتزامات العراقية الواردة في معاهدة 1930، وكانت المجموعة القومية (وبضمنها الحاج أمين الحسيني مفتي القدس الذي وصل إلى بغداد في شهر تشرين الأول 1393، ورشيد عالي الكيلاني والضباط السبعة)، ضد سياسة نوري السعيد الموالية لبريطانيا وكانت هذه المجموعة تهدف إلى الحصول على التنازلات البريطانية والفرنسية بصدد قضيتي فلسطين وسوريا مقابل إيفاء العراق بالتزاماته التي نصت عليها المعاهدة المذكورة أنفاً.
وفي 18 شباط 1940 قدم نوري السعيد استقالته التي وافق عليها الوصي عبد الإله، إلا أن الأحداث التي رافقتها في الوقت نفسه اشتداد سواعد العقداء الأربعة الذين كانوا أكثر الضباط السبعة نشاطاً وشعبية من الناحية السياسية حالت دون قبول رشيد عالي الكيلاني بتشكيل الوزارة الجديدة، فاندلعت أزمة أخرى نتيجة الانقسام الذي حصل بين قادة الجيش (وبضمنهم رئيس أركان الجيش الفريق الركن حسين فوزي) بسبب الاختلاف بشأن مسألة انضمام نوري السعيد وطه الهاشمي إلى الحكومة الجديدة التي كان يعارضها الفريق الركن حسين فوزي، واللواء الركن أمين العمري، ونتيجة هذه الخلافات والصراع الدائر بين رئيس أركان الجيش ووزير الدفاع فقد حصل تطور كبير وبدعم واسناد اللواء الركن أمين العمري وقائد الفرقة الأولى في بغداد وبعض الضباط الآخرين طلب الفريق الركن حسين فوزي من الوصي عبد الإله بأبعاد نوري السعيد، وطه الهاشمي من حكومة رشيد عالي الكيلاني المقبلة، وكان رئيس اركان الجيش واعوانه يعتقدون بأن ابعادهما سيبعد الجيش عن التدخل في السياسة، ولاعتقاد الوصي بأن معظم ضباط الجيش يؤيدونهما، رفض الوصي عبد الإله طلب رئيس أركان الجيش واحالته مع مؤيديه إلى التقاعد، وبهذا تمكن نوري السعيد من تحقيق أول نجاح على خصومه وذلك بكسر شوكة الضباط السبعة وتفريقهم.

## مع الكويت
لقد حاول الملك غازي إعادة الكويت بالقوة، أثناء غياب رئيس الوزراء نوري السعيد الذي كان قد سافر إلى لندن لحضور مؤتمر حول القضية الفلسطينية في 7 شباط 1939، فقد استدعى الملك رئيس أركان الجيش الفريق الركن (حسين فوزي) عند منتصف الليل، وكلفه باحتلال الكويت فوراً. كما اتصل بمتصرف البصرة داعيا إياه إلى تقديم كل التسهيلات اللازمة للجيش العراقي للعبور إلى الكويت واحتلالها.

## من مواقفه
ذكر اللواء محود شيت خطاب: ((كان الفريق الركن حسين فوزي يشغل منصب
رئيس أركان الجيش العراقي عام 1938م.
وكان قائداً متميزاً في علمه وخلقه وحرصه واستقامته وكان متمسكاً
بأهداب الدين الحنيف.
وفجأة انتشرت المساجد في الثكنات وأقبل الضباط على الصلاة اقتداءً بقائدهم.
وفي يوم من الأيام وكنت يومها برتبة ملازم في مدرسة الخيالة تلقينا إشارة من مقر المدرسة بأن والدة رئيس أركان الجيش قد توفيت وسيشيع جثمانها إلى مثواه الأخير من جامع الإمام الأعظم في ضاحية (الأعظمية) القريبة من بغداد.
وتجمع ضباط مدينة بغداد في الجامع
فلما أقيمت الصلاة على المتوفاة اصطف جميع الضباط دون استثناء للصلاة!
وكان الإنكليز مسيطرين على الجيش العراقي في ذلك الحين فلم يستطيعوا السكوت عن هذا القائد طويلاً وأحالوه على التقاعد قبل أن يكمل عاماً في منصبه الرفيع.
ولو بقي هذا القائد الطاهر في منصبه سنوات
لتبدل حال الجيش العراقي إلى أحسن حال.
ولكن الاستعمار كان ولايزال بالمرصاد للقادة المتميزين.
وأستطيع أن أقول بكل اطمئنان وثقة إن القائد العسكري بدون عقيدة راسخة يقود رجاله إلى كارثة وهزيمة ولا يقودهم إلى نصر أو ظفر أبداً)).

## ولده وحفيده
هو والد العقيد الخيال عمر فوزي وجد المؤرخ فاروق عمر فوزي.